# شيرمان (داكوتا الجنوبية)
شيرمان (بالإنجليزية: Sherman, South Dakota) هي بلدة تقع في مقاطعة مينيهاها، داكوتا الجنوبية بولاية داكوتا الجنوبية في الولايات المتحدة. تبلغ مساحتها 0.67 (كم²)، وترتفع عن سطح البحر 457 م، بلغ عدد سكانها 78 نسمة في عام 2010 حسب إحصاء مكتب تعداد الولايات المتحدة وتصل الكثافة السكانية فيها 115.8 نسمة/كم2.

## التركيبة السكانية
قام مكتب تعداد الولايات المتحدة بتحديد بيانات التركيبة السكانية لشيرمان في تعداد الولايات المتحدة. في ما يلي، التركيبة السكانية حسب تعدادي 2000 و2010.

### تعداد عام 2000
بلغ عدد سكان شيرمان 87 نسمة بحسب تعداد عام 2000، وبلغ عدد الأسر 30 أسرة وعدد العائلات 26 عائلة مقيمة في البلدة. في حين سجلت الكثافة السكانية 330.9 نسمة لكل ميل مربع (127.8/كم2). وبلغ عدد الوحدات السكنية 33 وحدة بمتوسط كثافة قدره 125.5 نسمة لكل ميل مربع (48.5/كم2).
وتوزع التركيب العرقي للبلدة بنسبة 97.70% من البيض و 1.15% من الأمريكيين الأصليين و 1.15% من عرقين مختلطين أو أكثر.
بلغ عدد الأسر 30 أسرة كانت نسبة 56.7% منها لديها أطفال تحت سن الثامنة عشر تعيش معهم، وبلغت نسبة الأزواج القاطنين مع بعضهم البعض 60.0% من أصل المجموع الكلي للأسر، ونسبة 13.3% من الأسر كان لديها معيلات من الإناث دون وجود شريك، وكانت نسبة 13.3% من غير العائلات. وبلغ متوسط حجم الأسرة المعيشية 2.92، أما متوسط حجم العائلات فبلغ 2.90.
بلغ العمر الوسطي للسكان 28 عاماً. وكانت نسبة 34.5% من القاطنين تحت سن الثامنة عشر، وكانت نسبة 11.5% بين الثامنة عشر والأربعة وعشرون عاماً، ونسبة 34.5% كانت واقعةً في الفئة العمرية ما بين الخامسة والعشرون حتى والأربعة وأربعون عاماً، ونسبة 14.9% كانت ما بين الخامسة والأربعون حتى الرابعة والستون، ونسبة 4.6% كانت ضمن فئة الخامسة والستون عاماً فما فوق. يوجد لكل 100 أنثى 112.2 ذكر، ويوجد لكل 100 أنثى في الثامنة عشر من عمرها فما فوق 119.2 ذكر.
بلغ متوسط دخل الأسرة في البلدة 38,333 دولار، أما متوسط دخل العائلة فبلغ 39,167 دولار. وكان متوسط دخل الذكور 26,000 دولار مقابل 16,875 دولار للإناث. وسجل دخل الفرد الخاص بالبلدة 10,781 دولار.

### تعداد عام 2010
بلغ عدد سكان شيرمان 78 نسمة بحسب تعداد عام 2010، وبلغ عدد الأسر 30 أسرة وعدد العائلات 17 عائلة مقيمة في البلدة. في حين سجلت الكثافة السكانية 300.0 نسمة لكل ميل مربع (115.8/كم2). وبلغ عدد الوحدات السكنية 32 وحدة بمتوسط كثافة قدره 123.1 لكل ميل مربع (47.5/كم2).
وتوزع التركيب العرقي للبلدة بنسبة 100.0% من البيض.
بلغ عدد الأسر 30 أسرة كانت نسبة 36.7% منها لديها أطفال تحت سن الثامنة عشر تعيش معهم، وبلغت نسبة الأزواج القاطنين مع بعضهم البعض 56.7% من أصل المجموع الكلي للأسر، وكانت نسبة 43.3% من غير العائلات. وبلغ متوسط حجم الأسرة المعيشية 3.41، أما متوسط حجم العائلات فبلغ 2.60.
بلغ العمر الوسطي للسكان 41 عاماً. وكانت نسبة 25.6% من القاطنين تحت سن الثامنة عشر، وكانت نسبة 7.6% بين الثامنة عشر والأربعة وعشرون عاماً، ونسبة 20.5% كانت واقعةً في الفئة العمرية ما بين الخامسة والعشرون حتى والأربعة وأربعون عاماً، ونسبة 42.4% كانت ما بين الخامسة والأربعون حتى الرابعة والستون، ونسبة 3.8% كانت ضمن فئة الخامسة والستون عاماً فما فوق. وتوزع التركيب الجنسي للسكان بنسبة 52.6% ذكور و47.4% إناث.

## وصلات خارجية
- http://www.shermansd.com/ نسخة محفوظة 27 أبريل 2017 على موقع واي باك مشين.
- The US50 - Cities and Towns in South Dakota State
- South Dakota Cities and Towns, Facts, Map, Flag, Colleges, Government, and More